# Уніє

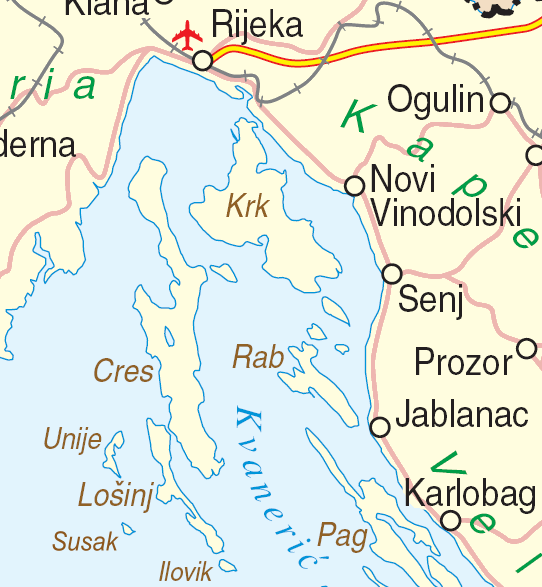
Затока Кварнер

У́ніє (хорв. Unije, італ. Unie) — острів в Хорватії, в північній частині Адріатичного моря. Острів розташований на захід від острова Лошинь і відділений від нього протокою «Унійскі канал».
Площа острова — 17 км², він має складну форму з численними затоками. На півночі і півдні  острова знаходяться два маяки. Єдиним населеним пунктом острова Уніє є одноймене село, розташоване на узбережжі в центральній частині острова. Постійне населення села - 85 осіб, в туристичний сезон населення зростає до 400-500 чоловік. Населення зайняте рибним ловом, сільським господарством, туристичним обслуговуванням. Острів пов'язаний поромом з містом Малі-Лошинь на острові Лошинь та  Пулою, а також пасажирським катамараном з Малі-Лошинєм і  Рієкою.